# Paul J. Crutzen
Paul Jozef Crutzen (3. prosince 1933, Amsterdam, Nizozemsko – 28. ledna 2021) byl nizozemský chemik.
V roce 1995 získal společně s Mario Molinou a Sherwoodem Rowlandem Nobelovu cenu za chemii „za práce na chemii atmosféry, zejména ozónu“.